# 언에듀케이티드 키드
언에듀케이티드 키드퍼(영어: UNEDUCATED KID, 본명: 김성우, 1997년 2월 22일 ~ )는 대한민국의 래퍼이다. 현재 영앤리치 레코즈와 STAEXR크루에 소속되어 있다.R

## 경력
경기도 의정부시 출신으로 호원고등학교, 계원예술대학교 영상디자인과를 자퇴했다. 아르바이트를 하면서 돈을 모은 다음에 캐나다로 이주했고 현지에서 만난 친구들과 함께 음악 작업을 시작했다. 대한민국으로 귀국한 이후에는 홍대에 위치한 클럽인 더 헨즈 클럽(THE HENZ CLUB)에서 음악 작업을 전개하는 한편 사운드클라우드에 자신이 제작한 노래들을 업로드했다.
더콰이엇, 스윙스, 창모, 오케이션을 비롯한 유명 래퍼들의 노래에서 피처링을 담당했으며 2018년에 래퍼로 정식 데뷔했다. 2019년 1월 21일에는 래퍼 수퍼비가 설립한 레이블인 영 레앤리치코즈(Yng&Rich Records)의 1번째 멤버로 영입되었다.

## 음반 목록
- 2018년 7월 30일 EP 《UNEDUCATED WORLD》
- 2019년 2월 1일 EP 《HOODSTAR》
- 2019년 4월 3일 EP 《Catch Me If You Can》
- 2019년 8월 9일 싱글 《양손에》
- 2020년 2월 9일 첫 정규 앨범 <선택받은 소년 : The Chosen One>
- 2020년 12월 28일 EP 《HOODSTAR 2》
- 2023년 7월 30일 UNEDUCATED WORLD(Remaster)

## 방송 출연
- 고등래퍼 3 - 소코도모 무대의 피쳐링으로 출연하였다.
- 쇼미더머니 3 - 본명인 김성우로 출연하였다.
- 쇼미더머니 10 - '토나와염 팀'의 프로듀서 공연 무대에 피쳐링으로 출연하였다.
- 쇼미더머니 11 - 칸의 본선 무대인 '나침반'의 피쳐링으로 출연하였다.

## 디스전

### 래퍼 올티와의 디스전
- 2018년 7월 31일 언에듀케이티드 키드가 래퍼 올티를 인스타그램으로 저격하였다.
- 2019년 7월 10일 올티가 '투올더언에듀케이티드키즈 투'라는 언에듀케이티드 키드를 겨냥한 디스곡을 발매했다.
- 2019년 7월 10일 올티가 디스곡을 발표한 후 언에듀케이티드 키드도 올티를 겨냥한 디스곡인 'Uneducated Kid Vs. The World'를 발매했다.
- 2019년 9월 11일 올티의 개인 유튜브 채널에 올티와 언에듀케이티드 키드가 만나서 화해를 하는 영상이 업로드되었다. 게스트로 더콰이엇과 팔로알토가 출연했다.